# 馬逸輝
馬逸輝（1926年8月14日—2021年3月1日）是一名臺灣小兒科醫生，出生於臺灣臺南。

## 生平
赴日於東京醫專習醫，二次大戰結束時轉回臺大醫學院就讀，畢竟後又赴日本，取得山口大學博士學位。
1957年9月獲邀加入剛成立的高雄醫學院，成為該院當時僅有的兩名小兒科醫師之一，次年8月接任高醫小兒科主任。1961年，隨著高醫小兒科人手逐漸充足，他將小兒科分出多門次專科，分別指派醫師負責；其中小兒腸胃學及小兒腎臟學的工作由他自行擔綱。1966年，馬逸輝持國科會獎勵至美國進修，回臺後便將高醫小兒科晨會改為英語教學。1973年起先後擔任高醫的總務主任、教務主任；並組織基督徒學生服務隊，帶領學生赴偏鄉提供免費醫療的志願服務。
晚年鑽研書法，1988年退休後移居美國，取得日本教育書道聯盟會八段認證，並在北加州、聖荷西等地的長老教會開設書法班。2021年3月1日過世，享壽95歲。